# Стираксовые
Стираксовые (лат. Styracaceae) — семейство двудольных растений, входящее в порядок Верескоцветные, включающее в себя 11 родов и около 160 видов деревьев и кустарников произрастающих в тёплых умеренных, субтропических и тропических областях Северного полушария.
Представитетели семейства имеют цельные очередные кожистые листья. Их стебли, листья и наружные стороны чашелистиков и лепестков покрыты желтовато-коричневыми звездчатыми волосками или мелкими чешуйками. Цветки, в основном, двуполые, редко однополые, обычно собраны в кисти или метёлки. Плоды костянковидные, коробочковидные или ягодовидные.
Некоторые деревья из семейства Стираксовых разводятся, как декоративные растения, из-за их красивых белых цветков. Бензойная смола, истекающая из коры видов Стиракса (Styrax), используется для приготовления лекарственных средств и в парфюмерии.

## Роды
- Alniphyllum Matsum. (3 вида).
- Bruinsmia Boer. & Koord. (2 вида).
- Changiostyrax C.T.Chen (1 вид).
- Halesia J.Ellis ex L. — Халезия (3-5 видов).
- Huodendron Rehder (4 вида).
- Melliodendron Hand.-Mazz. (1 вид).
- Parastyrax W.W.Sm. (2 вида).
- Pterostyrax Siebold & Zucc. — Птеростиракс (3 вида).
- Rehderodendron Hu (5 видов).
- Sinojackia Hu (5 видов).
- Styrax L. — Стиракс (около 130 видов; синоним Pamphilia).